# Ceratopogon pustillus
Ceratopogon pustillus är en tvåvingeart som först beskrevs av Holmgren 1883.  Ceratopogon pustillus ingår i släktet Ceratopogon och familjen svidknott. Inga underarter finns listade i Catalogue of Life.